# Diamonds and Pearls (singolo)
Diamonds and Pearls è un singolo pubblicato nel 1991 dal cantautore statunitense Prince e dal gruppo The New Power Generation, estratto dall'album omonimo.

## Tracce
- 7" (UK)

1. Diamonds and Pearls (LP version) – 4:45
2. Q in Doubt – 4:00

- 7" (USA)

1. Diamonds and Pearls (edit) – 4:20
2. X-cerpts from the Songs: Thunder, Daddy Pop, Strollin', Money Don't Matter 2 Night, Push, Live 4 Love – 5:04

- 12" (UK)

1. Diamonds and Pearls (LP version) – 4:45
2. Do Your Dance (Housebangers) – 4:23
3. Cream (N.P.G. Mix) – 5:47
4. Things Have Gotta Change (Tony M. Rap) – 3:57

- CD (UK)

1. Diamonds and Pearls (LP version) – 4:45
2. 2 the Wire (Creamy Instrumental) – 3:13
3. Do Your Dance (KC's Remix) – 5:58